# Auguste Charlois
Auguste Honoré Charlois (La Cadière-d'Azur, Var, 26 de novembro de 1864 – 26 de março de 1910) foi um astrônomo francês e prolífero descobridor de asteroides. Seu trabalho soma 99 descobertas enquanto trabalhou em Nice. Um asteroide foi nomeado 1510 Charlois em homenagem à sua contribuição.

## Descoberta de Asteroides
Sua primeira descoberta foi o asteróide 267 Tirza em 1887. Ele fotografou 433 Eros na mesma noite de sua descoberta por Carl Gustav Witt, mas não foi capaz de agir rápido o suficiente antes de Witt anunciar sua descoberta. 
Embora ele tenha começado a procurar por asteróides na era da detecção visual, em 1891 Max Wolf foi pioneiro no uso da astrofotografia para acelerar drasticamente a taxa de detecção de asteróides, e tanto Wolf quanto Charlois descobriram separadamente muito mais asteróides do que seria viável por detecção visual. Em 1899, Charlois recebeu o Prêmio Jules Janssen, o maior prêmio da Société astronomique de France, a sociedade astronômica francesa, e também recebeu o Prêmio Valz da Academia Francesa de Ciências em 1889 por seu trabalho no cálculo de órbitas de asteróides.

## Assassinato
Aos 45 anos, ele foi assassinado por Gabriel Brengues, irmão de sua primeira esposa, Jeanne Charlois e marido da irmã (Therese) de sua segunda esposa, Marie Brengues, por herança pela morte de Jeanne (nascida Brengues). O homem foi considerado culpado e condenado à prisão perpétua em trabalhos forçados na Nova Caledônia.

## Descobertas
- Asteroides descobertos: 99

1. 267 Tirza 27 de Maio de 1887
2. 272 Antonia 4 de Fevereiro de 1888
3. 277 Elvira 3 de Maio de 1888
4. 282 Clorinde 28 de Janeiro de 1889
5. 283 Emma 8 de Fevereiro de 1889
6. 284 Amalia 29 de Maio de 1889
7. 285 Regina 3 de Agosto de 1889
8. 289 Nenetta 10 de Março de 1890
9. 293 Brasilia 20 de Maio de 1890
10. 294 Felicia 15 de Julho de 1890
11. 296 Phaetusa 19 de Agosto de 1890
12. 297 Caecilia 9 de Setembro de 1890
13. 298 Baptistina 9 de Setembro de 1890
14. 300 Geraldina 3 de Outubro de 1890
15. 302 Clarissa 14 de Novembro de 1890
16. 305 Gordonia 16 de Fevereiro de 1891
17. 307 Nike 5 de Março de 1891
18. 310 Margarita 16 de Maio de 1891
19. 311 Claudia 11 de Junho de 1891
20. 312 Pierretta 28 de Agosto de 1891
21. 314 Rosalia 1 de Setembro de 1891
22. 316 Goberta 8 de Setembro de 1891
23. 317 Roxane 11 de Setembro de 1891
24. 318 Magdalena 24 de Setembro de 1891
25. 319 Leona 8 de Outubro de 1891
26. 327 Columbia 22 de Março de 1892
27. 331 Etheridgea 1 de Abril de 1892
28. 336 Lacadiera 19 de Setembro de 1892
29. 337 Devosa 22 de Setembro de 1892
30. 338 Budrosa 25 de Setembro de 1892
31. 344 Desiderata 15 de Novembro de 1892
32. 345 Tercidina 23 de Novembro de 1892
33. 346 Hermentaria 25 de Novembro de 1892
34. 347 Pariana 28 de Novembro de 1892
35. 348 May 28 de Novembro de 1892
36. 349 Dembowska 9 de Dezembro de 1892
37. 350 Ornamenta 14 de Dezembro de 1892
38. 354 Eleonora 17 de Janeiro de 1893
39. 355 Gabriella 20 de Janeiro de 1893
40. 356 Liguria 21 de Janeiro de 1893
41. 357 Ninina 11 de Fevereiro de 1893
42. 358 Apollonia 8 de Março de 1893
43. 359 Georgia 10 de Março de 1893
44. 360 Carlova 11 de Março de 1893
45. 361 Bononia 11 de Março de 1893
46. 362 Havnia 12 de Março de 1893
47. 363 Padua 17 de Março de 1893
48. 364 Isara 19 de Março de 1893
49. 365 Corduba 21 de Março de 1893
50. 366 Vincentina 21 de Março de 1893
51. 367 Amicitia 19 de Maio de 1893
52. 368 Haidea 19 de Maio de 1893
53. 370 Modestia 14 de Julho de 1893
54. 371 Bohemia 16 de Julho de 1893
55. 372 Palma 19 de Agosto de 1893
56. 373 Melusina 15 de Setembro de 1893
57. 374 Burgundia 18 de Setembro de 1893
58. 375 Ursula 18 de Setembro de 1893
59. 376 Geometria 18 de Setembro de 1893
60. 377 Campania 20 de Setembro de 1893
61. 378 Holmia 6 de Dezembro de 1893
62. 379 Huenna 8 de Janeiro de 1894
63. 380 Fiducia 8 de Janeiro de 1894
64. 381 Myrrha 10 de Janeiro de 1894
65. 382 Dodona 29 de Janeiro de 1894
66. 383 Janina 29 de Janeiro de 1894
67. 388 Charybdis 7 de Março de 1894
68. 389 Industria 8 de Março de 1894
69. 395 Delia 30 de Novembro de 1894
70. 396 Aeolia 1 de Dezembro de 1894
71. 397 Vienna 19 de Dezembro de 1894
72. 398 Admete 28 de Dezembro de 1894
73. 400 Ducrosa 15 de Março de 1895
74. 402 Chloe 21 de Março de 1895
75. 403 Cyane 18 de Maio de 1895
76. 404 Arsinoe 20 de Junho de 1895
77. 405 Thia 23 de Julho de 1895
78. 406 Erna 22 de Agosto de 1895
79. 409 Aspasia 9 de Dezembro de 1895
80. 410 Chloris 7 de Janeiro de 1896
81. 411 Xanthe 7 de Janeiro de 1896
82. 414 Liriope 16 de Janeiro de 1896
83. 416 Vaticana 4 de Maio de 1896
84. 423 Diotima 7 de Dezembro de 1896
85. 424 Gratia 31 de Dezembro de 1896
86. 425 Cornelia 28 de Dezembro de 1896
87. 426 Hippo 25 de Agosto de 1897
88. 427 Galene 27 de Agosto de 1897
89. 429 Lotis 23 de Novembro de 1897
90. 430 Hybris 18 de Dezembro de 1897
91. 431 Nephele 18 de Dezembro de 1897
92. 432 Pythia 18 de Dezembro de 1897
93. 437 Rhodia 16 de Julho de 1898
94. 438 Zeuxo 8 de Novembro de 1898
95. 441 Bathilde 8 de Dezembro de 1898
96. 451 Patientia 4 de Dezembro de 1899
97. 453 Tea 22 de Fevereiro de 1900
98. 498 Tokio 2 de Dezembro de 1902
99. 537 Pauly 7 de Julho de 1904